# The Eyes of Alice Cooper
The Eyes of Alice Cooper —en español: Los ojos de Alice Cooper— es el vigésimo tercer álbum de estudio de Alice Cooper. Fue publicado en 2003 y contiene 13 temas. Con este disco Cooper retorna a su primitivo sonido shock rock de la década de 1970, dejando atrás el sonido de rock industrial el cual venía desarrollando previamente. La portada fue lanzada en distintas versiones, con los ojos de Alice en diferentes colores.

## Canciones
1. "What do you want from me" - 3:26
2. "Between high school & old school" – 3:03
3. "Man of the year" – 2:53
4. "Novocaine" – 3:09
5. "Bye bye, baby" – 3:29
6. "Be with you awhile" – 4:19
7. "Detroit city" – 4:00
8. "Spirits rebellious" – 3:37
9. "This house is haunted" – 3:32
10. "Love should never feel like this" – 3:34
11. "The song that didn't rhime" – 3:19
12. "I'm so angry" – 3:38
13. "Backyard brawl" – 2:36

## Créditos
- Alice Cooper - Voz
- Eric Dover - Guitarra
- Ryan Roxie - Guitarra, voz en "What Do You Want From Me?"
- Chuck Garric - Bajo
- Eric Singer - Batería
- Wayne Kramer - Guitarra adicional en "Detroit City"